# عبد الرحمن دعالى بايلى
عبد الرحمن دعالى بايلى (بالصومالية: Cabdiraxmaan Ducaale Beyle)‏ هو اقتصادي وأستاذ جامعي وسياسي وشاعر وكاتب أغانٍ صومالي.
كان بايلى وزيرًا للشؤون الخارجية والتعاون الدولي للصومال في الفترة من يناير 2014 إلى يناير 2015، وذلك في حكومة عبد الولي الشيخ أحمد، خلفًا للسيدة  فوزية يوسف آدم وشغل منصب وزير المالية في الفترة ما بين مارس 2017 و أغسطس 2022
يحمل بايل درجة الدكتوراه من جامعة ويسكونسن-ماديسون الأمريكية، ويجيد الصومالية والعربية والإنجليزية والفرنسية، وقد عمل أستاذًا للاقتصاد والإحصاء والمالية في جامعات سعودية وأمريكية. يكتب بايل الشعر، وله عدة أغانٍ وطنية.